# 民间图书馆
民间图书馆，是图书馆存在的一种形态，一般是指那些由非政府组织（NGO）、企业或个人等创建的非营利图书馆。与政府自上而下创建的公共图书馆不同，这些图书馆是以一种自下而上的方式建立的。

## 称谓
民间图书馆是一种中文表述，相似的表达或概念包括「私立图书馆」、「自办图书室」、「自办书屋」、「民办图书馆」、「私营图书馆」、「民营图书馆」等。对于民间图书馆的英文名称，中国学者有着不同观点，如吴汉华认为民间图书的这种独立特征有其对应的英文单词「Independent」，而刘宇则认为倾向于适用「Grassroot Library」。

## 中国发展概况
民间图书馆散落在社会基层，贴近民众生活。目前，中国民间图书馆的学术研究与事业建设都在不断向前发展。在中国，已有专门的关于民间图书馆的网站「文化火种寻找之旅」，为大众了解中国民间图书馆事业发展提供了窗口。此外，现已举办多次民间图书馆论坛。